# Daryl Johns
Daryl Johns (* um 1995) ist ein US-amerikanischer Musiker (Kontrabass) des Modern Jazz.

## Leben und Wirken
Johns ist der Sohn des Schlagzeugers Steve Johns und der Saxophonistin Debbie Keefe Johns. Im Alter von 13 Jahren war Daryl Halbfinalist beim Thelonious Monk International Jazz Bass Competition. Er arbeitete dann ab den frühen 2010er-Jahren in der New Yorker Jazzszene u. a. mit Wallace Roney (Understanding, 2012), Hod O’Brien, Veronica Swift und Michael Cochrane (Discovery, 2014), ferner mit Letizia Gambi, Bob Ferrel und Macy Gray. 2019/20 gehörte er dem Philip Dizack Quartet an. Im Bereich des Jazz war er laut Tom Lord zwischen 2012 und 2016 an neun Aufnahmesessions beteiligt. Johns besucht die Manhattan School of Music.
Johns ist nicht mit dem Rock- und Jazz-Bassisten Darryl Jones (* 1961) zu verwechseln.

## Diskographische Hinweise
- Steve Johns: Family (SteepleChase, 2014), mit Debbie Keefe Johns, Dave Stryker, Bob DeVos
- Powerhouse: In an Ambient Way (Chesky, 2015), mit Bob Belden, Kevin Hays, Lenny White, Oz Noy, Wallace Roney
- Immanuel Wilkins: The 7th Hand (Blue Note, 2022)